# 库东
库东（法語：Coudons，法語：[kudɔ̃] ⓘ）是法国奥德省的一个市镇，位于该省西南部，属于利穆区。

## 地理
库东（42°51'47"N, 2°7'31"E）面积9.5 平方千米，位于法国奧克西塔尼大區奥德省，该省份为法国南部沿海省份，北起塔恩省，西北接上加龙省，西接阿列日省，南至东比利牛斯省，东临地中海，东北与埃罗省接壤。
与库东接壤的市镇（或旧市镇、城区）包括：贝尔维斯、日诺勒、内比亚斯、基尔巴茹、基扬。

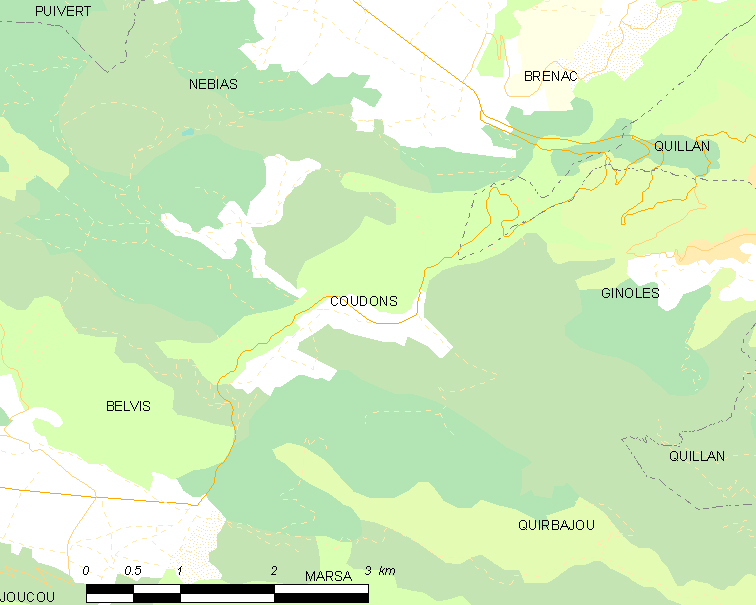
库东的OSM定位图

库东的时区为UTC+01:00、UTC+02:00（夏令时）。

## 行政
库东的邮政编码为11500，INSEE市镇编码为11101。

## 政治
库东所属的省级选区为上奥德河谷县。

## 人口

1962-2008年间库东人口变化图示

库东于2022年1月1日时的人口数量为53人。